# 모라동 (영화)
모라동은 2023년에 개봉 예정인 대한민국의 영화이다.

## 개요
부산 모라동을 배경으로 벌어지는 생활밀착형 현실 재난 코미디 영화.

## 시놉시스
행복한 결혼을 꿈꾸는 청년커플, 선우와 우정. 상견례날 갑자기 아빠 철구가 뇌출혈로 쓰러진다.
신용불량자인 아빠의 엄청난 병원비는 선우에게 부여되자, 엄마 미자는 철구를 기초수급자로 만들어야 한다고 한다.
두 사람은 생활밀착형 재난을 극복하고 결혼에 골인 할 수 있을까?

## 출연진
- 이동휘 : 한선우 역 - 예비 건축가
- 한지은 : 민우정 역 - 커피숍 바리스타
- 강신일 : 한철구 역 - 선우의 아빠
- 차미경 : 국미자 역 - 선우의 엄마
- 박성근 : 한철용 역 - 선우의 삼촌
- 박소진 : 강혜영 역 - 댄스학원 강사
- 허준석 : 김태용 역 - 커피숍 사장
- 유재명 : 경비원 역